# Толонг-сики
Толонг-сики (англ. Tolong Siki) - алфавит, используемый, наряду с деванагари, для записи языка курух. 

## История
Письменность была разработана в конце XX века врачом из Джаркханда Нараяном Ораоном совместно с бывшим директором Центрального института индийских языков (Майсур) Фрэнсисом Эккой. В 1989 г. Н. Ораон решил создать письменность для своего родного языка курух, который обычно записывается с помощью деванагари. Новый алфавит был представлен 15 мая 1999 г. и уже в том же году начал использоваться в некоторых школах. В 2007 г. письменность толонг-сики получила официальное признание со стороны правительства штата Джаркханд. С тех пор на толонг-сики было издано несколько книг и журналов. Алфавит изучается в ряде школ.